# Tengawai (rivière)
La rivière Tengawai  (en anglais : Tengawai River, plus correctement Te Ngawai) est un cours d’eau dans l’Île du Sud de la Nouvelle-Zélande.

## Géographie
Elle s’écoule vers le sud à travers la région  Canterbury,  puis elle va vers l’est sur 35 km avant de rejoindre la rivière Opihi au niveau de la ville de Pleasant Point, à 20 km au nord-ouest de la ville de Timaru.